# Przemysław Piekarz
Przemysław Piekarz (ur. 11 kwietnia 1984 w Zakopanem) – polski hokeista. Wychowanek Podhala Nowy Targ.
W 2012 rozpoczął działalność gospodarczą wraz z innym nowotarskim hokeistą, Tomaszem Rajskim.

## Kariera klubowa
- Podhale Nowy Targ (2001–2004)
- KH Sanok (2004–2005)
- Podhale Nowy Targ (2005–2007)
- Rönnängs IK (2007–2008)
- Podhale Nowy Targ (2008–2009)
- Naprzód Janów (2009–2010)
- MMKS Nowy Targ (2010)
- HC GKS Katowice (2010–2011)

## Sukcesy
Reprezentacyjne
- Awans do mistrzostw świata do lat 18 Dywizji I: 2002

Klubowe
- Złoty medal mistrzostw Polski (1 raz): 2007 z Podhalem Nowy Targ
- Srebrny medal mistrzostw Polski (1 raz): 2004 z Podhalem Nowy Targ
- Brązowy medal mistrzostw Polski (2 razy): 2006, 2008 z Podhalem Nowy Targ
- Puchar Polski (1 raz): 2003 z Podhalem Nowy Targ
- Finał Pucharu Polski (1 raz): 2005 z Podhalem Nowy Targ
- Mistrzostwo Interligi (1 raz): 2004 z Podhalem Nowy Targ